# Pascal Ennequin
Pascal Ennequin – francuski kierowca wyścigowy.

## Kariera
Ennequin rozpoczął karierę w międzynarodowych wyścigach samochodowych w 1980 roku od startów w World Challenge for Endurance Drivers, gdzie jednak nie zdobywał punktów. W tym samym uplasował się na drugiej pozycji w klasie GT +3.0 24-godzinnego wyścigu Le Mans. Rok później był drugi w klasie GT 24-godzinnego wyścigu Le Mans.